# Мамедова, Нармин
Нармин Мамедова (азерб. Nərmin Məmmədova; род. 24 июня 1999) — азербайджанская шахматистка, гроссмейстер среди женщин (2024). В составе сборной Азербайджана — участница Олимпиады 2016 (1-я доска, 7 из 11). В 2024 году заняла 2-е место в женском турнире на Международном шахматном фестивале в Абу-Даби. Чемпионка Баку (2014).

## Достижени
Мамедова — многократная победительница чемпионатов Азербайджана среди девушек: до 14 лет (2012), в 2013 году заняла 3-е место. В 2015 году заняла 2-е место в категории до 18 лет.
Мамедова несколько раз представляла Азербайджан на юношеских чемпионатах Европы и мира. В 2012 году завоевала серебряную медаль на чемпионате мира до 13 лет. В 2013 году завоевала серебряную медаль, в 2014 году заняла 3-е место в категории до 15 лет чемпионата Европы.
В 2017 году она разделила 3-6 места на чемпионате Азербайджана, в 2017 году — 4-6 места.